# Jordan Kyrou
Jordan Kyrou, född 8 maj 1998 i Toronto, är en kanadensisk professionell ishockeyforward som spelar för St. Louis Blues i National Hockey League (NHL). Han har tidigare spelat för Chicago Wolves i American Hockey League (AHL) och Sarnia Sting i Ontario Hockey League (OHL).
Kyrou draftades av St. Louis Blues i andra rundan i 2016 års draft som 35:e spelare totalt.

## Statistik
| 2013–2014  | Mississauga Senators | GTHL       | 33  | 19 | 21  | 40  | 8  | 5  | 0 | 0  | 0  | 0  |
| 2014–2015  | Sarnia Sting         | OHL        | 63  | 13 | 23  | 36  | 12 | 5  | 1 | 5  | 6  | 0  |
| 2015–2016  | Sarnia Sting         | OHL        | 65  | 17 | 34  | 51  | 14 | 7  | 1 | 6  | 7  | 2  |
| 2016–2017  | Sarnia Sting         | OHL        | 66  | 30 | 64  | 94  | 36 | 4  | 1 | 2  | 3  | 0  |
|            | Chicago Wolves       | AHL        | 1   | 0  | 0   | 0   | 0  | —  | — | —  | —  | —  |
| 2017–2018  | Sarnia Sting         | OHL        | 56  | 39 | 70  | 109 | 22 | 12 | 3 | 1  | 4  | 10 |
| 2018–2019  | St. Louis Blues      | NHL        | 16  | 1  | 2   | 3   | 4  | —  | — | —  | —  | —  |
|            | San Antonio Rampage  | AHL        | 47  | 16 | 27  | 43  | 10 | —  | — | —  | —  | —  |
| 2019–2020  | St. Louis Blues      | NHL        | 28  | 4  | 5   | 9   | 8  | 5  | 0 | 0  | 0  | 0  |
|            | San Antonio Rampage  | AHL        | 16  | 9  | 6   | 15  | 10 | —  | — | —  | —  | —  |
| 2020–2021  | St. Louis Blues      | NHL        | 55  | 14 | 21  | 35  | 12 | 4  | 1 | 0  | 1  | 0  |
| 2021–2022  | St. Louis Blues      | NHL        | 74  | 27 | 48  | 75  | 20 | 12 | 7 | 2  | 9  | 4  |
| NHL totalt | NHL totalt           | NHL totalt | 173 | 46 | 76  | 122 | 44 | 21 | 8 | 2  | 10 | 4  |
| AHL totalt | AHL totalt           | AHL totalt | 64  | 25 | 33  | 48  | 20 | —  | — | —  | —  | —  |
| OHL totalt | OHL totalt           | OHL totalt | 250 | 99 | 191 | 290 | 84 | 28 | 6 | 14 | 20 | 12 |

### Internationellt
| Källa: Uppdaterad: 2018-10-05 | Källa: Uppdaterad: 2018-10-05 | Källa: Uppdaterad: 2018-10-05 |         | Utv = Utvisningsminuter | Utv = Utvisningsminuter | Utv = Utvisningsminuter | Utv = Utvisningsminuter | Utv = Utvisningsminuter |
| År                            | Lag                           | Mästerskap                    | Matcher | Mål                     | Assists                 | Poäng                   | Utv                     |                         |
| ----------------------------- | ----------------------------- | ----------------------------- | ------- | ----------------------- | ----------------------- | ----------------------- | ----------------------- | ----------------------- |
| 2015                          | Kanada                        | Ivan Hlinka                   | 4       | 1                       | 1                       | 2                       | 4                       |                         |
| 2018                          | Kanada                        | JVM                           | 7       | 3                       | 7                       | 10                      | 0                       |                         |
| Junior totalt                 | Junior totalt                 | Junior totalt                 | 11      | 4                       | 8                       | 12                      | 6                       |                         |